# Othmar Zeidler
Othmar Zeidler (Vienna, 29 agosto 1850 – Mauer, 17 giugno 1911) è stato un chimico austriaco.
Nel 1873, per la sua dissertazione di dottorato, effettuò per la prima volta la sintesi del diclorodifeniltricloroetano più noto come DDT, un insetticida largamente utilizzato (soprattutto negli anni cinquanta) per arginare la diffusione della zanzara del genere Anopheles responsabile della trasmissione della malaria. 
Fece il dottorato di ricerca all'Università di Strasburgo sotto la direzione di Adolf von Baeyer. Zeidler era un chimico teorico per cui non si occupò mai di studiare le possibili applicazioni del DDT. Le proprietà insetticide della molecola vennero così determinate solo molti anni più tardi, nel 1939, dal chimico svizzero Paul Hermann Müller.

## Opere
- O. Zeidler, Beitrag zu Kenntnis der Verbindungen zwischen Aldehyden und aromatischen Kohlenwasserstoffen. Tesi di dottorato, tenuta presso la facoltà di filosofia dell'Università di Strasburgo, e depositata a Vienna nel 1873. Ber. Dt. Chem. Ges. 7 (1874).